# Paul Arthur Rabe

Paul Rabe

Paul Arthur Rabe (* 20. November 1903 in Meerane; † 22. Mai 1976 in Essen) war ein deutscher Politiker (NSDAP) und SA-Führer.

## Leben und Wirken
Nach dem Besuch der Bürgerschule und der öffentlichen Handelslehranstalt in Zwickau verdiente Paul Rabe seinen Lebensunterhalt als Buchhändler im Sortiment- und Kommissionsbuchhandel.
Januar 1923 trat Rabe in die NSDAP und in die SA ein, der neugegründeten NSDAP schloss er sich zum 14. April 1926 an (Mitgliedsnummer 34.252). In der SA führte er ab 1930 den Sturm 10 (Zwickau). Danach war er bis zum 1. Januar 1932 Führer des Sturmbanns VI/2 und anschließend Führer der neu aufgestellten Standarte 133. Zum Standartenführer wurde er am 1. Juli 1933, zum SA-Oberführer am 20. April 1935 befördert; die Beförderung zum Brigadeführer erfolgte am 20. April 1936. Im Februar 1935 übernahm er die Führung der SA-Brigade 33 (Dresden). Von September 1943 bis Mai 1945 war er zugleich (als Nachfolger von Wilhelm Schepmann) „beauftragter“ Führer der SA-Gruppe Sachsen (Dresden). Daneben war er Gaustabsführer des Deutschen Volkssturms in Sachsen.
Vom 5. März 1933 bis zur Auflösung dieser Körperschaft am 15. Oktober 1933 saß Paul Rabe im Sächsischen Landtag. Anschließend gehörte er von November 1933 bis zum Ende der NS-Herrschaft im Frühjahr 1945 dem nationalsozialistischen Reichstag als Abgeordneter für den Wahlkreis 29 (Leipzig) an.
Seit dem 29. Januar 1936 war Rabe zudem Mitglied der Handelskammer von Sachsen. 